# Tetracanthella nitida
Tetracanthella nitida är en urinsektsart som beskrevs av Louis Deharveng 1987. Tetracanthella nitida ingår i släktet Tetracanthella och familjen Isotomidae. Inga underarter finns listade i Catalogue of Life.